# Sven Themptander
Sven Themptander, född 23 januari 1779 i Sjögestads socken, död den 1 oktober 1848 i Skåre i Grava socken, var en svensk rättslärd.
Sven Themptander var son till kontraktsprosten Nils Temptander, som tillhörde en släkt från Tämta socken, och Anna Beata Zettervall. Han blev student vid Uppsala universitet 1796, filosofie magister 1803, juris utriusque kandidat 1807, juris utriusque licentiat samma år och uris utriusque doktor 1810. Themptander var från 1807 docent i svensk och romersk rätt i Uppsala, och blev 1811 adjunkt. Han utsågs till Uppsala universitets ombud i rättegångsärenden 1813, till akademikamrerare 1817 och till akademiräntmästare 1819. 1824 utnämndes han till professor i svensk och romersk rätt och 1825 till justitieråd. Från den befattningen fick han på egen begäran avsked 1847 på grund av andtäppa och försvagad syn. Themptanders upphöjelse till justitieråd efter en rent akademisk karriär väckte på sin tid stort uppseende, men han kom snart att tillhöra Högsta domstolens mest ansedda ledamöter. Han var uppsatt i tredje förslagsrummet vid biskopsvalet i Skara stift 1829 och var ordförande i kommittén för granskning av kyrkolagen 1833–1838. Under sin tid i Uppsala författade och ventilerade Themptander flera avhandlingar, av vilka den betydelsefullaste var Om inteckning för obetald köpeskilling (1815). Tillsammans med Erik Gustaf Geijer och Nils Fredrik Biberg avfattade han Uppsalakonsistoriets remissutlåtande med anledning av det berömda richertska kommittébetänkandet angående den akademiska jurisdiktionen. Themtander stod därvid för ämnets behandling ur juridisk synvinkel och hävdade bland annat regeln, att i längre instanser alla medborgare borde dömas av sina likar.

Han var Uppsala universitets rektor 1825.
Sven Themptander var farfar till Robert Themptander.